# Б'єрн Борг
Б'єрн Борг (швед. Björn Borg послухатиⓘ, 6 червня 1956) — шведський тенісист, активний в 1970-х —1990-х роках 20 століття, колишня перша ракетка світу, 11-разовий чемпіон турнірів Великого шолома, зокрема переможець 5 поспіль Вімблдонських турнірів та 4 поспіль Відкритих чемпіонатів Франції.
Б'єрн Борг вважається одним із найкращих тенісних гравців усіх часів і народів. За свою не дуже довгу тенісну кар'єру він виграв 11 турнірів Великого шолома із 27, в яких брав участь. Співвідношення виграних і програних матчів у цих турнірах у Борга 141-16, що становить 89.8 % перемог. Він виграв рекордну на той час кількість Відкритих чемпіонатів Франції у відкриту еру (пізніше Рафаель Надаль перевершив це досягнення, вигравши 11 Ролан-Гарросів. Борг був першою ракеткою світу кілька разів, у сумі 109 тижнів.
Борг пішов із тенісу у віці 26 років у 1983 на піці слави, що шокувало спортивну громадскість. Він сробував повернутися в теніс на початку 90-их після фінансових невдач, але повернення було невдалим. На той час тенісний інвентар уже сильно змінився, а в результаті змінився стиль гри, а Б'єрн пробував грати своєю старою дерев'яною ракеткою. Він не зумів виграти жодного матча, і в 1993 завершив кар'єру остаточно, хоча продовжує грати у змаганнях ветеранів, але вже сучасною ракеткою.
Б'єрн Борг індуктований у Міжнародну залу тенісної слави у 1987.

## Стиль гри
За стилем гри Борг був гравцем задньої лінії з потужним дворучним бекхендом, що в його час було незвичним. З відскоку він бив сильно, надаючи м'ячу значний топспін, що робило його удари дуже надійними. Вкупі з доброю фізичною підготовкою такий стиль забезпечив йому успіх на Ролан-Гарросі. У Вімблдоні він виходив на сітку після першої подачі, але залишався на задній лінії після другої. Боргу була властива дуже спокійна і врівноважена поведінка на корті, за що він отримав прізвиська «крижаної людини» та «айсборга».

## Особисте життя

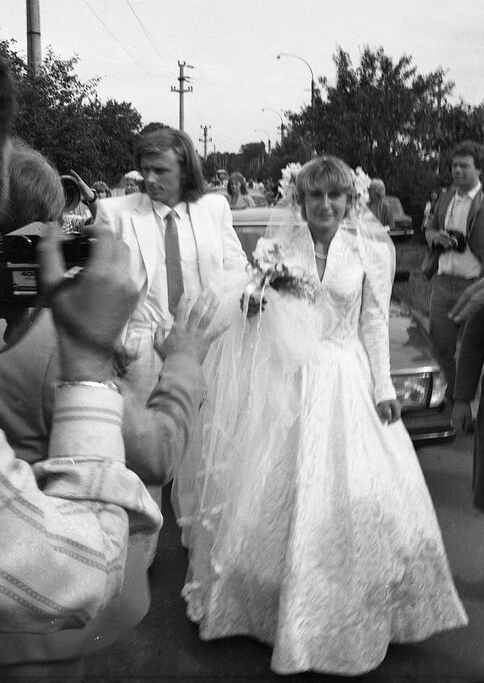
Борг та Сіміонеску в Снагові, Румунія 24 липня 1980

24 липня 1980 року Борг одружився в Бухаресті з румунською тенісисткою Маріаною Сіміонеску. Шлюб закінчився розлученням у 1984 році. Шведська модель Янніке Б'єрлінг народила від нього дитину. У 1989 році Борг одружився з італійською співачкою Лореданою Берте і розлучився з нею у 1993 році. 8 червня 2002 року Борг одружився втретє з Патрісією Естфельд. У 2003-му у них народився син Лео, який зараз очолює рейтинг шведських тенісистів віком до 14 років.

## Бізнес
Б'єрн Борг дав своє ім'я модному бренду Björn Borg, який крім нижньої білизни, тепер також включає у себе інший одяг, взуття, сумки, окуляри й аромати для чоловіків та жінок. Брендом керує Björn Borg AB (колишній World Brand Management, WBM).
У грудні 2006 року продажі бренду РВО Б'єрн Борг досягли 124 млн. Компанію РВО було зареєстровано на фондовій біржі (First North) у грудні 2004 року і з травня 2007 року вона представлена на Стокгольмській фондовій біржі. 2007 року також змінили назву з WBM до Björn Borg AB.
Продажі продукції Björn Borg сьогодні, в основному, відбуваються у Нідерландах, Швеції, Данії та Норвегії. У Нідерландах, які є найбільшим ринком компанії, 2010 року було 28 магазинів Björn Borg та близько 6000 роздрібних торговців ліцензійною продукцією.

## Статистика

### Фінали турнірів Великого шолома

#### Одиночний розряд: 16 (11 титулів)
| Результат | Рік  | Турнір          | Поверхня | Супротивник      | Рахунок                           |
| --------- | ---- | --------------- | -------- | ---------------- | --------------------------------- |
| Перемога  | 1974 | French Open     | Ґрунт    | Мануель Орантес  | 2–6, 6–7(1–7), 6–0, 6–1, 6–1      |
| Перемога  | 1975 | French Open (2) | Ґрунт    | Гільєрмо Вілас   | 6–2, 6–3, 6–4                     |
| Перемога  | 1976 | Wimbledon       | Трава    | Іліє Настасе     | 6–4, 6–2, 9–7                     |
| Поразка   | 1976 | US Open         | Ґрунт    | Джиммі Коннорс   | 4–6, 6–3, 6–7(9–11), 4–6          |
| Перемога  | 1977 | Wimbledon (2)   | Трава    | Джиммі Коннорс   | 3–6, 6–2, 6–1, 5–7, 6–4           |
| Перемога  | 1978 | French Open (3) | Ґрунт    | Гільєрмо Вілас   | 6–1, 6–1, 6–3                     |
| Перемога  | 1978 | Wimbledon (3)   | Трава    | Джиммі Коннорс   | 6–2, 6–2, 6–3                     |
| Поразка   | 1978 | US Open         | Хард     | Джиммі Коннорс   | 4–6, 2–6, 2–6                     |
| Перемога  | 1979 | French Open (4) | Ґрунт    | Віктор Печчі     | 6–3, 6–1, 6–7(6–8), 6–4           |
| Перемога  | 1979 | Wimbledon (4)   | Трава    | Роско Таннер     | 6–7(4–7), 6–1, 3–6, 6–3, 6–4      |
| Перемога  | 1980 | French Open (5) | Ґрунт    | Вітас Ґерулайтіс | 6–4, 6–1, 6–2                     |
| Перемога  | 1980 | Wimbledon (5)   | Трава    | Джон Макінрой    | 1–6, 7–5, 6–3, 6–7(16–18), 8–6    |
| Поразка   | 1980 | US Open         | Хард     | Джон Макінрой    | 6–7(4–7), 1–6, 7–6(7–5), 7–5, 4–6 |
| Перемога  | 1981 | French Open (6) | Ґрунт    | Іван Лендл       | 6–1, 4–6, 6–2, 3–6, 6–1           |
| Поразка   | 1981 | Wimbledon       | Трава    | Джон Макінрой    | 6–4, 6–7(1–7), 6–7(4–7), 4–6      |
| Поразка   | 1981 | US Open         | Хард     | Джон Макінрой    | 6–4, 2–6, 4–6, 3–6                |

### Фінали підсумкових турнірів Masters Grand Prix

#### Одиночний розряд: 4 (2 титули)
| Результат | Рік  | Турнір    | Поверхня | Супротивник      | Рахунок       |
| --------- | ---- | --------- | -------- | ---------------- | ------------- |
| Поразка   | 1975 | Стокгольм | Килим    | Іліє Настасе     | 2–6, 2–6, 1–6 |
| Поразка   | 1977 | Нью-Йорк  | Килим    | Джиммі Коннорс   | 4–6, 6–1, 4–6 |
| Перемога  | 1979 | Нью-Йорк  | Килим    | Вітас Ґерулайтіс | 6–2, 6–2      |
| Перемога  | 1980 | Нью-Йорк  | Килим    | Іван Лендл       | 6–4, 6–2, 6–2 |

### Одиночний розряд: 4 (1 титул)
| Результат | Рік  | Турнір | Поверхня  | Супротивник    | Рахунок            |
| --------- | ---- | ------ | --------- | -------------- | ------------------ |
| Поразка   | 1974 | Даллас | Килим     | Джон Ньюкомб   | 6–4, 3–6, 3–6, 2–6 |
| Поразка   | 1975 | Даллас | Килим (i) | Артур Еш       | 6–3, 4–6, 4–6, 0–6 |
| Перемога  | 1976 | Даллас | Килим (i) | Гільєрмо Вілас | 1–6, 6–1, 7–5, 6–1 |
| Поразка   | 1979 | Даллас | Килим (i) | Джон Макінрой  | 5–7, 6–4, 2–6, 6–7 |

### Історія виступів
| Турнір                  | 1973 | 1974 | 1975 | 1976 | 1977 | 1978 | 1979 | 1980 | 1981 | Усп        | В–П        | %          |
| ----------------------- | ---- | ---- | ---- | ---- | ---- | ---- | ---- | ---- | ---- | ---------- | ---------- | ---------- |
| Australian Open         | A    | 3к   | A    | A    | A    | A    | A    | A    | A    | 0 / 1      | 1–1        | 50.00      |
| French Open             | 4к   | П    | П    | ЧФ   | A    | П    | П    | П    | П    | 6 / 8      | 49–2       | 96.08      |
| Wimbledon               | ЧФ   | 3к   | ЧФ   | П    | П    | П    | П    | П    | Ф    | 5 / 9      | 51–4       | 92.73      |
| US Open                 | 4к   | 2к   | ПФ   | Ф    | 4к   | Ф    | ЧФ   | Ф    | Ф    | 0 / 9      | 40–9       | 81.63      |
| В–П                     | 10–3 | 11–3 | 16–2 | 17–2 | 10–1 | 20–1 | 18–1 | 20–1 | 19–2 | 11 / 27    | 141–16     | 89.81      |
| Підсумкові турніри року |      |      |      |      |      |      |      |      |      |            |            |            |
| The Masters             | A    | КТ   | Ф    | A    | Ф    | A    | П    | П    | A    | 2 / 5      | 16–6       | 72.72      |
| Фінали WCT              | A    | Ф    | Ф    | П    | A    | ПФ   | Ф    | A    | A    | 1 / 5      | 10–3       | 76.92      |
|                         |      |      |      |      |      |      |      |      |      |            |            |            |
| Рейтинг на кінець року  | 18   | 3    | 3    | 2    | 3    | 2    | 1    | 1    | 4    | $3,655,751 | $3,655,751 | $3,655,751 |

## Рекорди

#### За всю історію
| Турнір                  | Починаючи з | Встановлено                                                        | Розділяє                                  | Посилання |
| ----------------------- | ----------- | ------------------------------------------------------------------ | ----------------------------------------- | --------- |
| Турніри Великого шолома | 1877        | 89.81 % (141–16) відсоток виграшів                                 | Одноосібний                               | [ 6 ]     |
| Турніри Великого шолома | 1877        | Виграш трьох турнірів без програшу єдиного сета                    | Річард Сірс, Тоні Траберт, Рафаель Надаль | [ 6 ]     |
| Турніри Великого шолома | 1877        | 88.9 % (24–3) виграшів п'ятисетовиків                              | Одноосібний                               |           |
| Турніри Великого шолома | 1877        | 3 роки поспіль виграш турнірів по обидва боки Ла-Манша (1978–80)   | Одноосібний                               | [ 7 ]     |
| Турніри Великого шолома | 1877        | Grand Slam title won (1978 French Open) with least games lost (32) | Одноосібний                               | [ 8 ]     |
| Wimbledon               | 1877        | 92.73 % (51–4) виграних матчів                                     | Одноосібний                               | [ 6 ]     |
| Wimbledon               | 1877        | 41 виграшів поспіль                                                | Одноосібний                               | [ 6 ]     |